# Cephalodesmius
Cephalodesmius là một chi bọ cánh cứng thuộc họ Scarabaeidae.